# 立田将太
立田 将太（たつた しょうた、1996年6月4日 - ）は、奈良県北葛城郡河合町出身 の元プロ野球選手（投手）。右投右打。

## 経歴

### プロ入り前
河合第一小学校1年生の時に「栗の子少年野球」で投手として野球を始め、5年生からは「河合フレンズ」でプレー。6年生の時に全国大会で優勝した。河合第一中学校時代は「葛城JFKボーイズ」に所属し、2年生の時に全国優勝を経験、3年生時の夏にはメキシコで行われた第15回AA世界野球選手権大会の日本代表に選ばれ、抑え投手を務め大会の最優秀防御率投手になった。なお、後に日本ハムで同期となる淺間大基も代表メンバーとしてこの大会に参加していた。
大和広陵高校では1年生時の秋にベンチ入りし、1年生ながら「エースで4番」を務めた。2年生の時に春の選抜大会の1回戦で4番・投手として先発出場し、9回を投げ2失点だったがチームは敗れた。夏の甲子園・奈良大会の1回戦では公式戦初本塁打となるサヨナラ本塁打を放った。智弁学園との準々決勝では、岡本和真を3打数無安打に抑えた。3年生時の夏の甲子園・奈良大会の智弁学園との準決勝では再び岡本と対戦し、4打数2安打1四球2三振1打点だったが、自身初の2桁失点を喫し敗退。同期には向谷拓巳がおり、2年生時の秋からバッテリーを組んだ。
2014年10月23日に行われたプロ野球ドラフト会議で北海道日本ハムファイターズに6巡目で指名され、契約金2000万円、年俸480万円（金額は推定）で合意し、入団した。

### 日本ハム時代
入団4年目となる2018年は、二軍公式戦（イースタン・リーグ）55試合に登板し、10月2日の埼玉西武ライオンズ戦でプロ初登板。1回を三者凡退に抑えた。
2019年は2年連続で二軍で50試合以上に登板したが一軍出場なしに終わり、10月1日に戦力外通告を受けた。11月12日に行われた12球団合同トライアウトに参加し、西岡剛ら対戦打者3人をノーヒットに抑えた。12月2日、自由契約公示。

### 日本ハム退団後
トライアウトでの結果を経て、社会人野球・JR北海道硬式野球クラブに入ることが12月12日に発表された。トライアウト後すぐにチームスタッフが立田の実家の奈良県まで出向くなど、獲得に向け誠意を見せていた。この他、独立リーグや、実家の奈良に近い関西のチームからも打診があったというが、「まだ地元に戻る年齢じゃない。もっと冒険してみたかった」とJR北海道クラブを選んだ理由を説明している。2020年にJR北海道に入社し、札幌駅での案内業務などにも携わっている。
2023年限りで現役を引退するとともに、JR北海道を退社。2024年からは古巣である日本ハムの球団職員に転身し、チーム管理部の勇翔寮管理担当兼チームスタッフに就任した。

## 選手としての特徴・人物
バランスの取れたフォームから最速149km/hのスピンの効いた直球を投げ込む。持ち球はスライダー、カーブ、チェンジアップなどを駆使する。
小学生時代からプロで活躍することを目標に野球に取り組み、高校時代、甲子園大会出場を目標ではなく通過点を捉えていた。そのため、「ケガをしてでも出場する」といった考えはせず、連戦連投が当たり前となっている高校野球界において、シード権がかかる大会であっても「投げない」という選択をすることがあった。また、連投や過剰な投げ込みを課される可能性を考え、私立の強豪校ではなく地元の公立校に進学している。大会での登板拒否は各NPB各球団のスカウトから評価を下げたが、芝草宇宙スカウトの評価は非常に高く、日本ハムのスカウトディレクター・大渕隆は試合には登板していなくても練習にはしっかり取り組んでいる立田の姿を見て、誰よりも強い信念を持っていると感じ、「肩肘の健康そのものよりも、プロで何としても成功するんだという志を貫き通した強さ。これが何ものにも替え難い」とこの考えを評価し、ドラフト指名に至った。
日本ハム退団後はJR北海道クラブに加入したが、兄も系列であるJR東海の職員である。

## 詳細情報

### 年度別投手成績
| 年 度     | 球 団     | 登 板 | 先 発 | 完 投 | 完 封 | 無 四 球 | 勝 利 | 敗 戦 | セ 丨 ブ | ホ 丨 ル ド | 勝 率 | 打 者 | 投 球 回 | 被 安 打 | 被 本 塁 打 | 与 四 球 | 敬 遠 | 与 死 球 | 奪 三 振 | 暴 投 | ボ 丨 ク | 失 点 | 自 責 点 | 防 御 率 | W H I P |
| --------- | --------- | ----- | ----- | ----- | ----- | -------- | ----- | ----- | -------- | ----------- | ----- | ----- | -------- | -------- | ----------- | -------- | ----- | -------- | -------- | ----- | -------- | ----- | -------- | -------- | ------- |
| 2018      | 日本ハム  | 1     | 0     | 0     | 0     | 0        | 0     | 0     | 0        | 0           | .---  | 3     | 1.0      | 0        | 0           | 0        | 0     | 0        | 1        | 0     | 0        | 0     | 0        | 0.00     | 0.00    |
| 通算：1年 | 通算：1年 | 1     | 0     | 0     | 0     | 0        | 0     | 0     | 0        | 0           | .---  | 3     | 1.0      | 0        | 0           | 0        | 0     | 0        | 1        | 0     | 0        | 0     | 0        | 0.00     | 0.00    |

### 年度別守備成績
| 年 度 | 球 団    | 投手  | 投手  | 投手  | 投手  | 投手  | 投手     |
| 年 度 | 球 団    | 試 合 | 刺 殺 | 補 殺 | 失 策 | 併 殺 | 守 備 率 |
| ----- | -------- | ----- | ----- | ----- | ----- | ----- | -------- |
| 2018  | 日本ハム | 1     | 0     | 0     | 0     | 0     | ----     |
| 通算  | 通算     | 1     | 0     | 0     | 0     | 0     | ----     |

### 記録
- 初登板：2018年10月2日、対埼玉西武ライオンズ24回戦（札幌ドーム）、9回表に3番手で救援登板、完了、 1回無失点
- 初奪三振：同上、9回表に炭谷銀仁朗から空振り三振

### 背番号
- 53 （2015年 - 2019年）